# نيلس أندرسون (لاعب كرة قدم سويدي)
نيلس أندرسون (بالسويدية: Nisse Andersson)‏ (28 أغسطس 1941 - ) هو لاعب كرة قدم سويدي في مركز الدفاع. لعب مع نادي يورغوردينس.

## وصلات خارجية
- نيلس أندرسون على موقع اتحاد السويد (السويدية)
- نيلس أندرسون على موقع عالم كرة القدم.نت (الإنجليزية)
- نيلس أندرسون على موقع أوليمبيديا (الإنجليزية)